# Česlav Ludvík Malík
D. Česlav Ludvík Malík, O.Praem. (20. července 1922, Křenovice – 5. srpna 2007 Třebíč) byl český (resp. moravský) římskokatolický duchovní, strahovský premonstrát, perzekvovaný v době komunistického režimu.

## Život
Do premonstrátského řádu vstoupil v roce 1941, během války byl nasazen na nucené práce do Německa. Teologii studoval v Olomouci, Římě a Praze. Slavné sliby složil 28. září 1948. Kněžské svěcení přijal tajně v Brně 6. července 1951. V rámci Akce K byl internován v Broumově a poté musel narukovat k PTP.
Po návratu z PTP pracoval v Technických službách města Brna, bydlel u příbuzných v Brně-Židenicích. Snažil se pokračovat v řeholním životě. Byl z tohoto důvodu spolu s dalšími spolubratry v roce 1957 uvězněn, amnestován byl roku 1960. 
Až do roku 1969 pracoval ve stavebních podnicích na území města Brna, ve veřejné duchovní správě mohl působit od roku 1970. Byl kaplanem v Jihlavě a poté působil v Kloboukách u Brna, Tasově a Třebíči. Od srpna 1990 do září 1991 byl ustanoven farářem na řádové faře u svatého Jakuba v Jihlavě. Kromě duchovní správy ve farnostech vedl exercicie pro kněze ve Vranově u Brna.  Zbytek života prožil jako soukromá osoba v Třebíči.